# Rue Charlemagne
Die Rue Charlemagne ist eine alte Straße im 4. Arrondissement von Paris. Sie liegt im Quartier Saint-Gervais (14. Quartier administratif de Paris).

## Lage

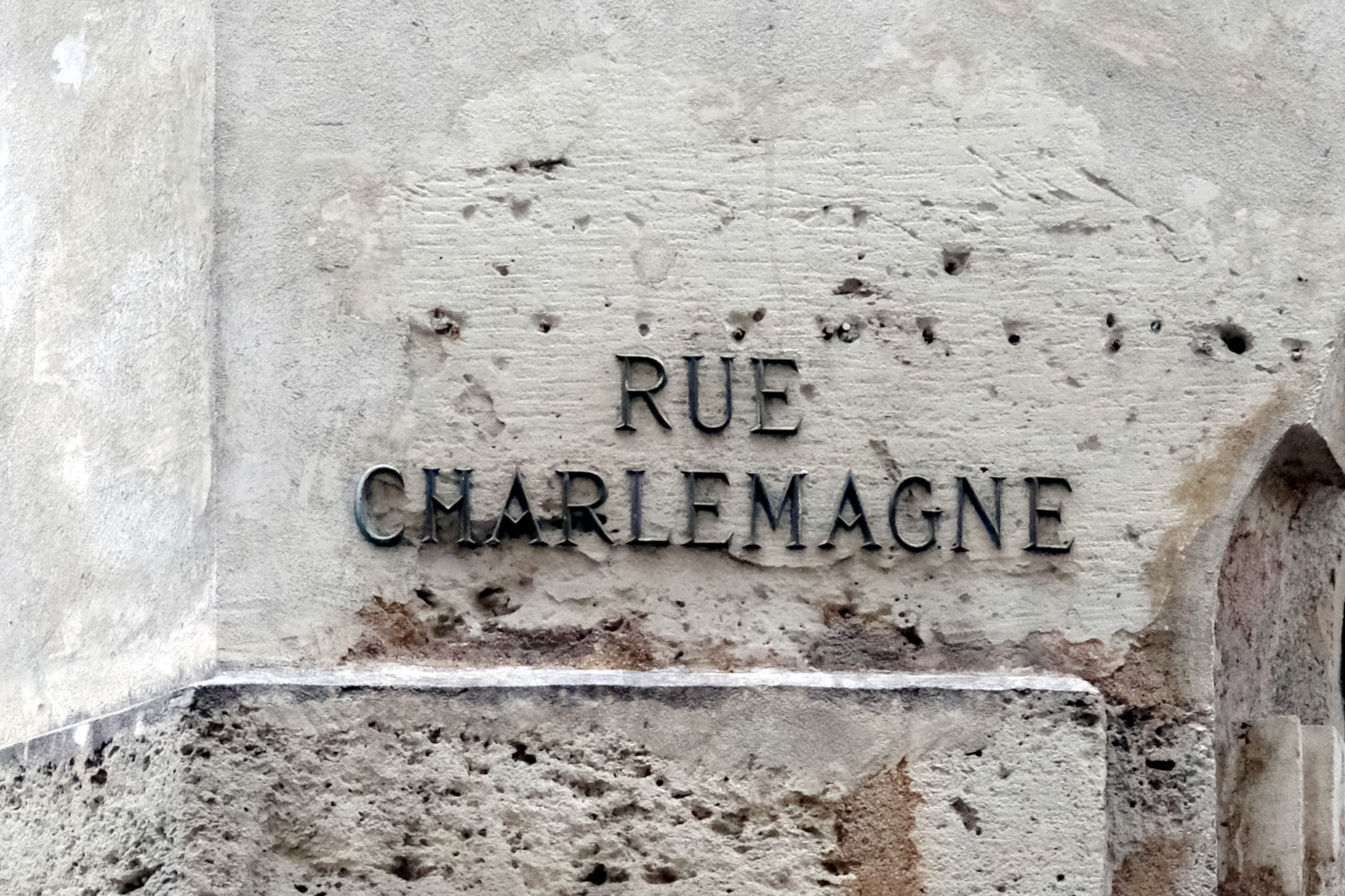
Straßenbezeichnung abweichend vom Standard.

Die Rue Charlemagne ist 236 Meter lang, liegt im 4. Arrondissement im Quartier Saint-Gervais, beginnt bei der Rue Saint-Paul Nr. 31 und endet bei der Rue de Fourcy Nr. 2 und der Rue des Nonnains-d'Hyères Nr. 14.
Das Viertel ist ins öffentliche Nahverkehrsnetz durch die Station Saint-Paul der Metrolinie 1 eingebunden.

## Name

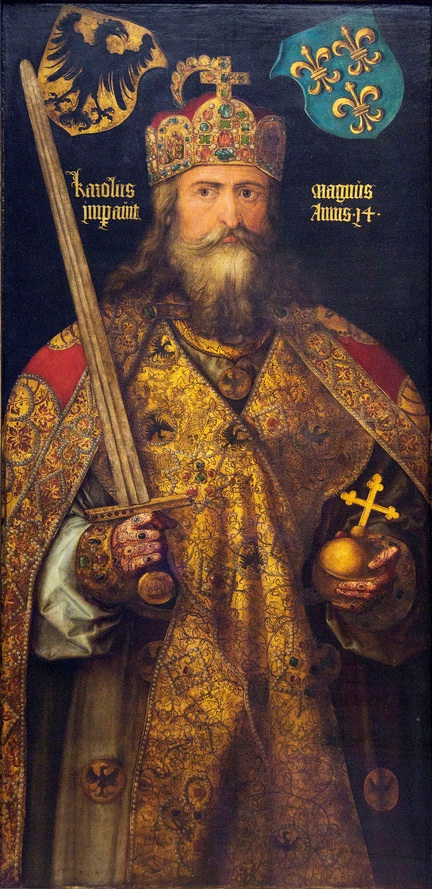
Fiktives Porträt Karls des Großen von Albrecht Dürer.

Die Straße ist nach Karl dem Großen in der französischen Fassung seines Namens (Charlemagne, kontrahiert aus dem Lateinischen Carolus magnus) benannt.

## Geschichte

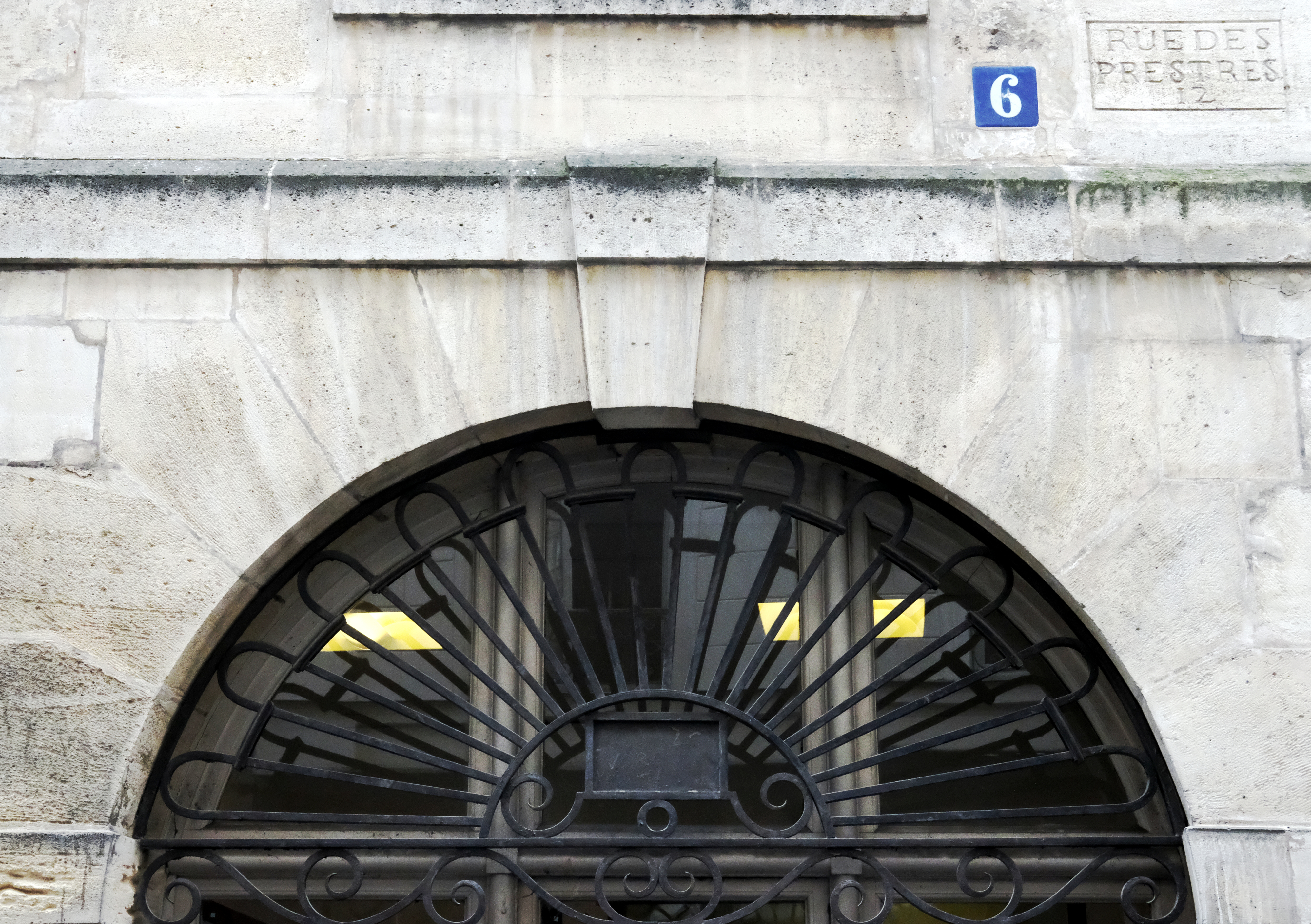
Die frühere Name der Straße war Rue des prestres (Straße der Priester), wovon noch eine Gravur an der Fassade der Nummer 6 der Straße zu sehen ist.

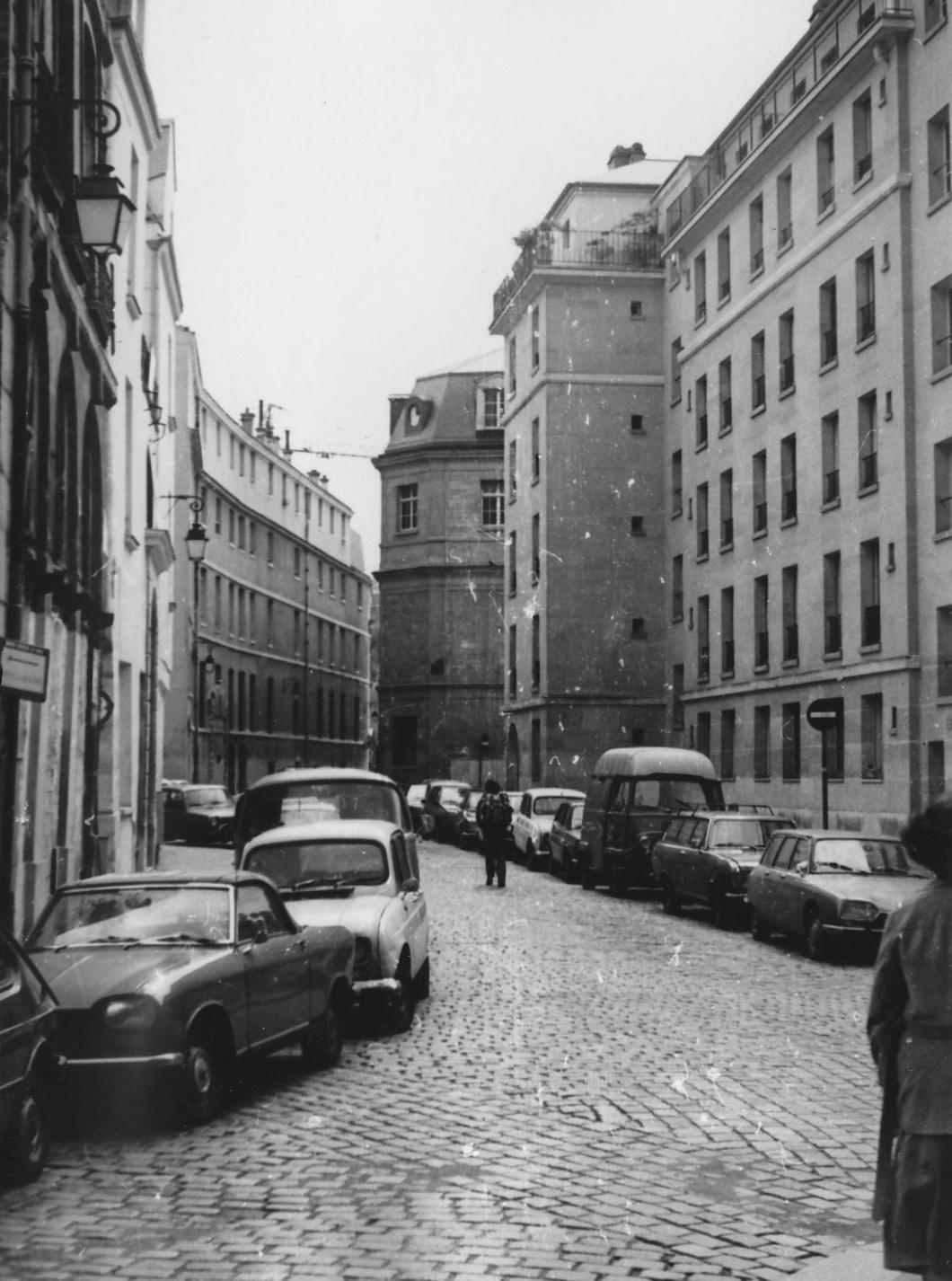
Die Rue Charlemagne 1981, nach der Renovierung des Wohnblocks der Nr. 16 (rechts im Bild).

In ihrem an der Stadtmauer Philipps II. gelegenen Teil ging die Rue Charlemagne in die Rue de Jouy über, deren Verlängerung sie bildete.
Sie wurde auch „Rue de la Fausse-Poterne-Saint-Paul“ genannt, weil sie an einem Scheinausfalltor der Stadtmauer Philipps II. endete. Das Ende der Straße wurde als „Rue de l'Archet-Saint-Paul“ bezeichnet.
In Le Dit des rues de Paris von Guillot de Paris, wird die Straße als „Rue des Poulies-Saint-Pou“ bezeichnet, in einem Manuskript von 1636 als „Rue des Prestres“, in dem ein Bericht sie als dreckig, schmutzig, voller Schlamm und Ekelhaftigkeiten beschreibt („trouvée orde, salle et pleine de boues et immundices“).
Später bekam sie die Bezeichnung „Rue des Prêtres-Saint-Paul“, weil die Mehrzahl der Priester der Kirche Saint-Paul dort wohnte.
Eine von François de Neufchâteau unterschriebene ministerielle Entscheidung vom 8. Prairial Jahr VII (27. Mai 1799) legt die Breite der Straße auf 7 Meter fest; durch eine Königliche Ordonnanz vom 6. März 1828 wurde die vorgeschriebene Breite der Straße auf 10 Meter erhöht.
Im 19. Jahrhundert hatte die weiterhin „Rue des Prêtres-Saint-Paul“ genannte Straße eine Länge von 171 Metern und gehörte zum alten 9. Arrondissement, dem Quartier de l’Arsenal. Sie begann auf der Höhe der Rue Saint-Paul Nr. 31–33 und endete auf der Höhe der Rue de Fourcy Nr. 2 einerseits und der Rue des Nonnaindières Nr. 26 andererseits.
Die Hausnummern der Straße waren rot, die höchste ungerade Nummer war die 23, die höchste gerade Nummer die 30.
Durch die Königliche Ordonnanz vom 5. August 1844 wurde die Straße in „Rue Charlemagne“ umbenannt.
Während des Ersten Weltkriegs wurden am 12. April 1918 die Hausnummer 5 der Straße und das gleichnamige Lycée Charlemagne bei einem deutschen Luftangriff beschädigt.
Die Rue Charlemagne lag im Bereich des Îlot insalubre n° 16, einem jener 17 als ungesund klassifizierten Häuserblöcke von Paris und wurde daher im Rahmen von städtischen Renovierungsmaßnahmen in den 1940er und 1950er Jahren auf der Nordseite umgebaut: Die Häuser der Nummern 9 bis 13 und 19 bis 23 wurden abgerissen; an ihrer Stelle wurde ein gegenüber der alten Fluchtlinie zurückgesetzter Wohnblock gebaut, um die Straße aufzuweiten. Außerdem wurde der Wohnblock der Nummer 25 renoviert.

## Besondere Gebäude und Gedenkorte
- Nummer 8: In diesem Haus starb am 14. März 1553 François Rabelais.[1]
- Nummern 9 und 15: Dort befinden sich Überreste der Stadtmauer Philipps II.[2].

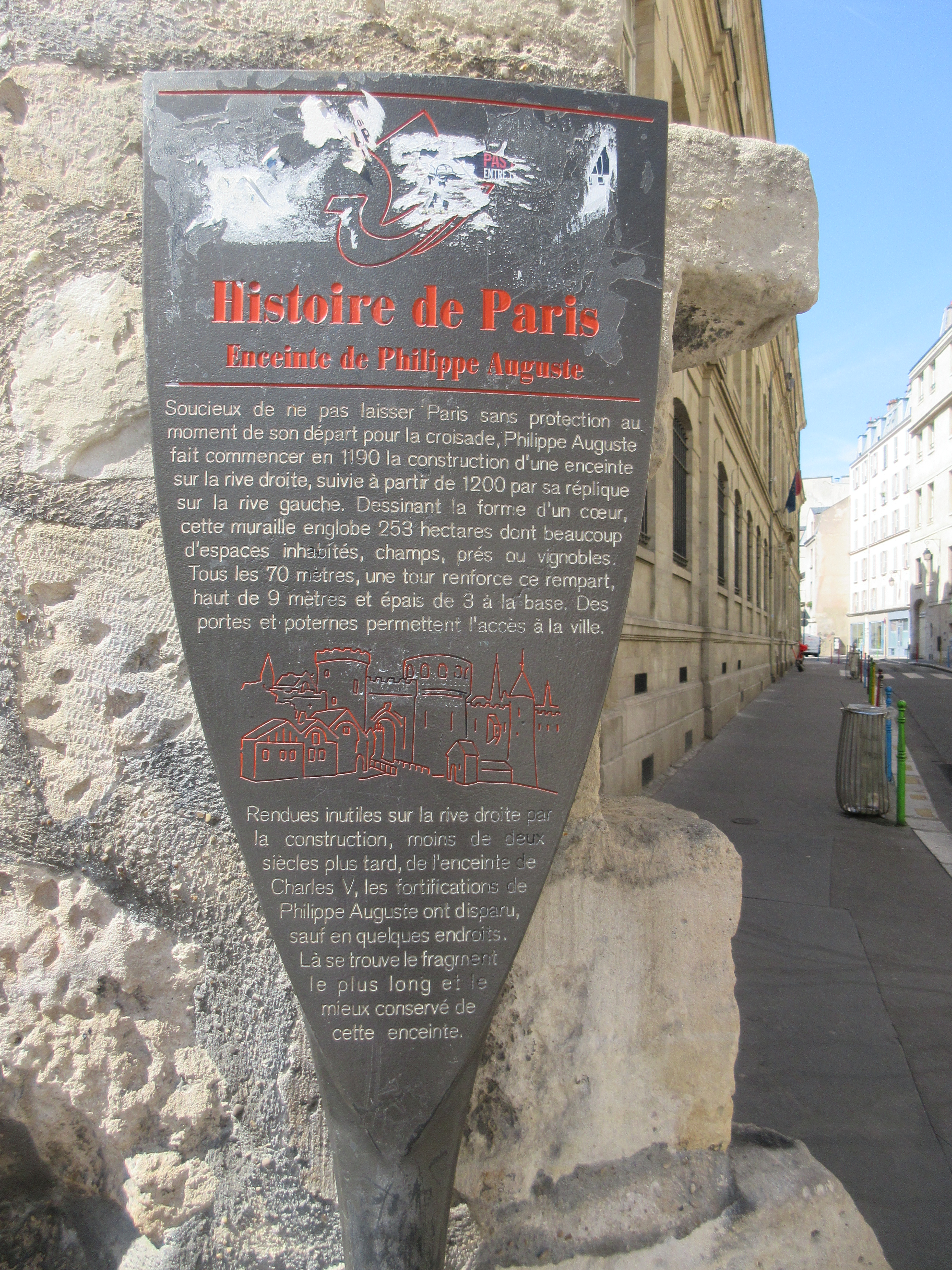
Infotafel Histoire de Paris „Enceinte de Philippe Auguste“ (Stadtmauer Philipps II. August).
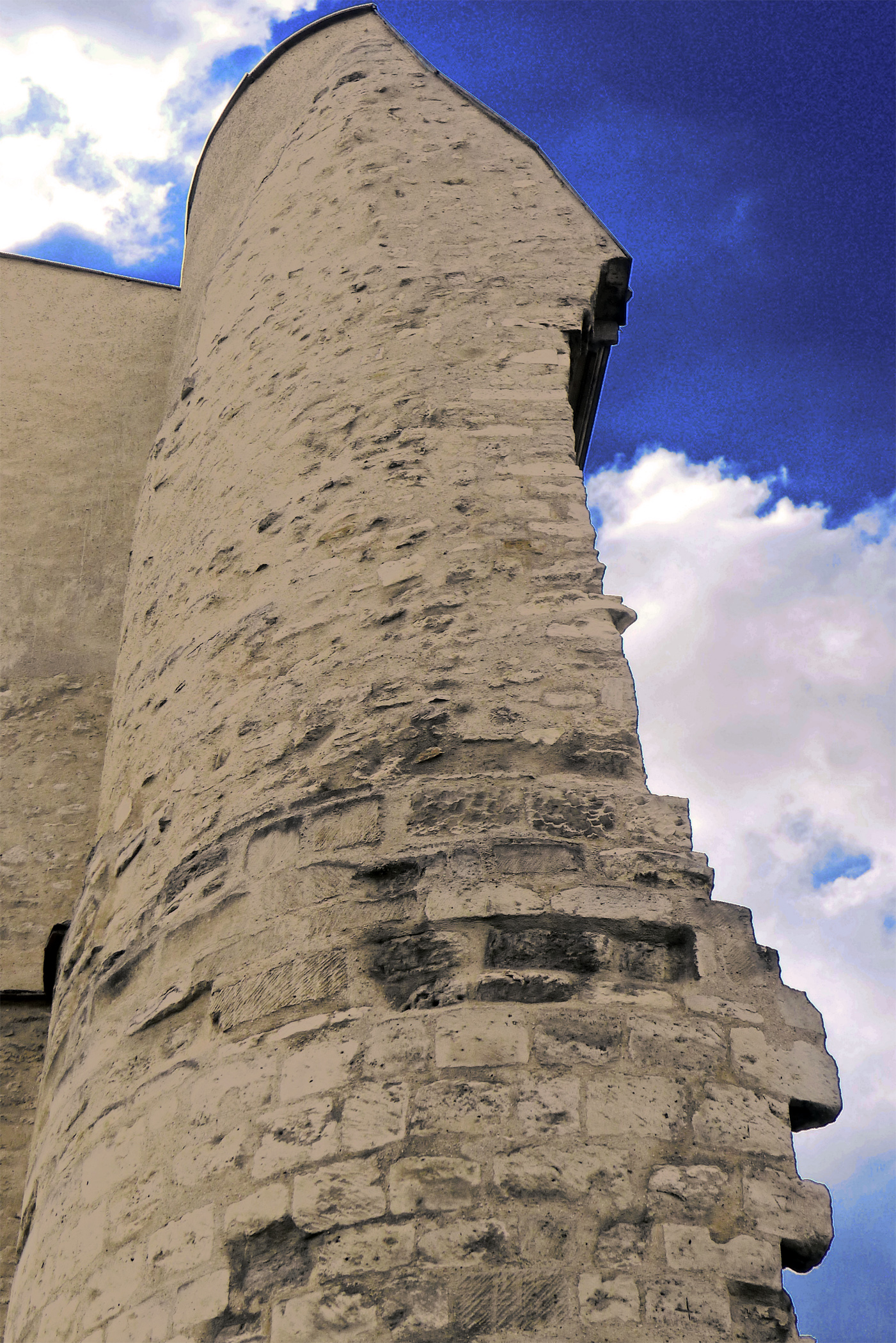
Überrest eines Turms der alten Stadtmauer Philipps II., genannt Tour Montgomery.
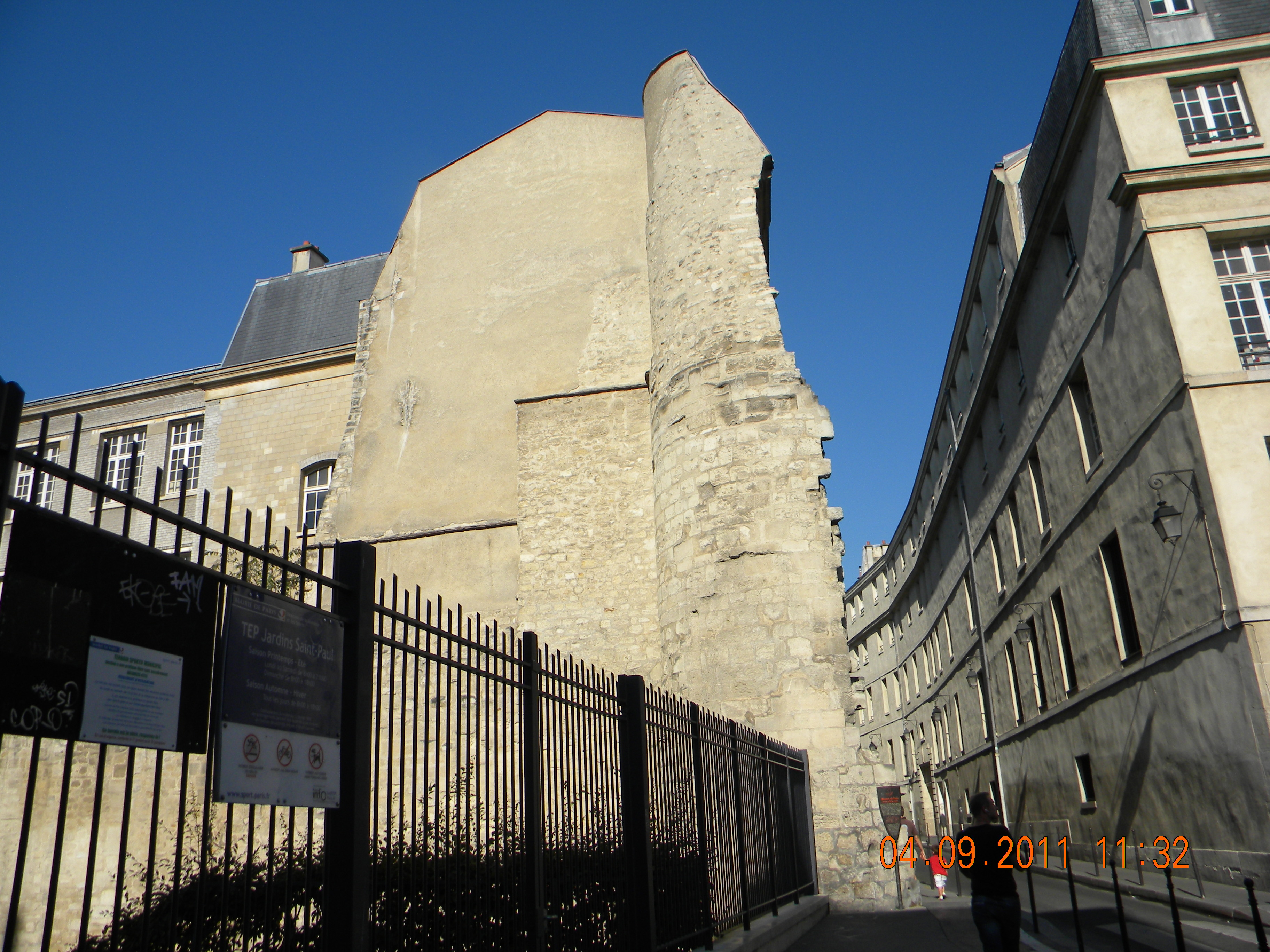
Ruine des Schlosses Saint-Paul.

- Nummern 13 und 14: Hier befindet sich das Lycée Charlemagne, von dem die Decke der Haupttreppe und der Bibliothek sowie weitere Teile des Gebäudes mit Deckenmalereien ausgestattet sind[3].

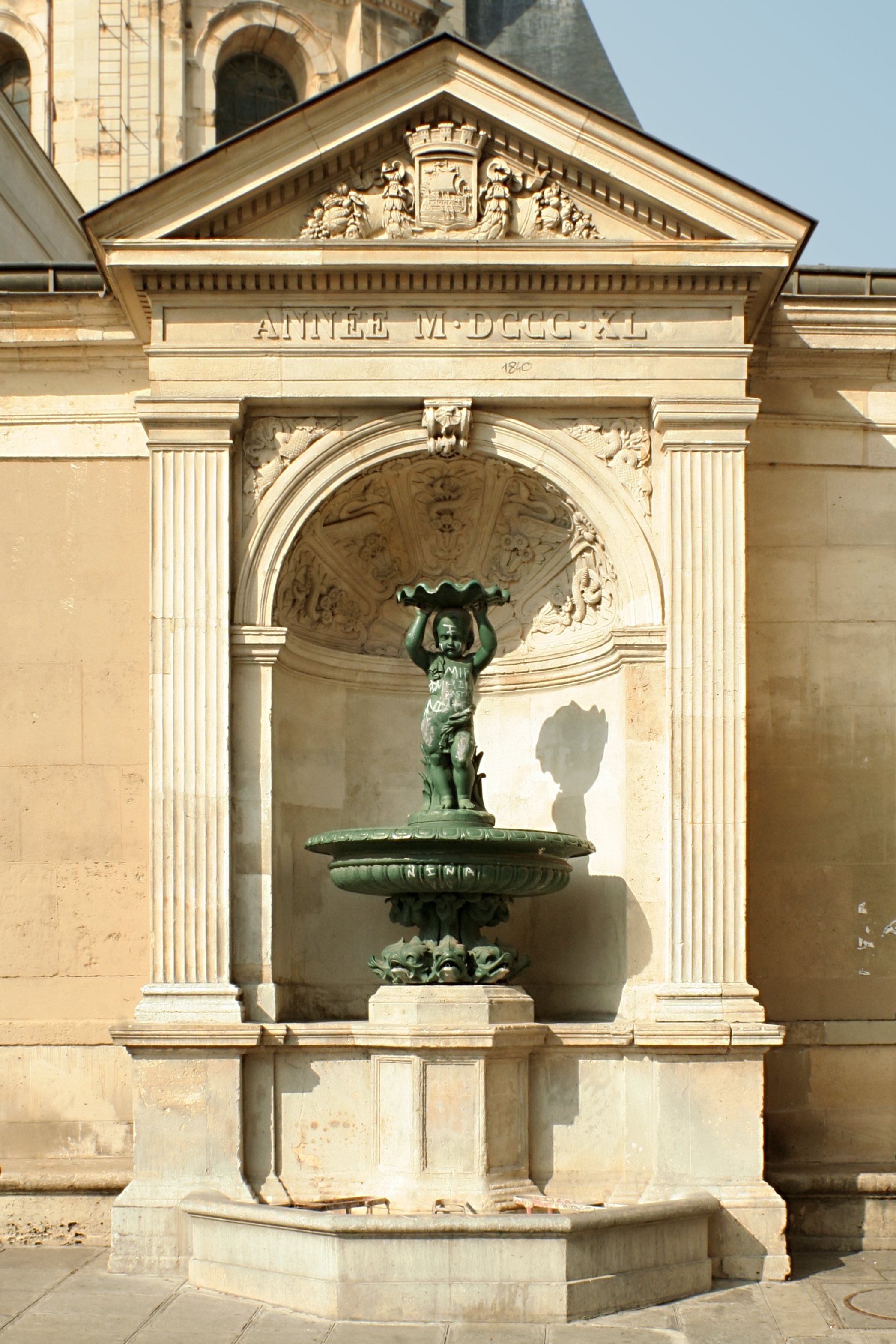
Brunnen der Rue Charlemagne.
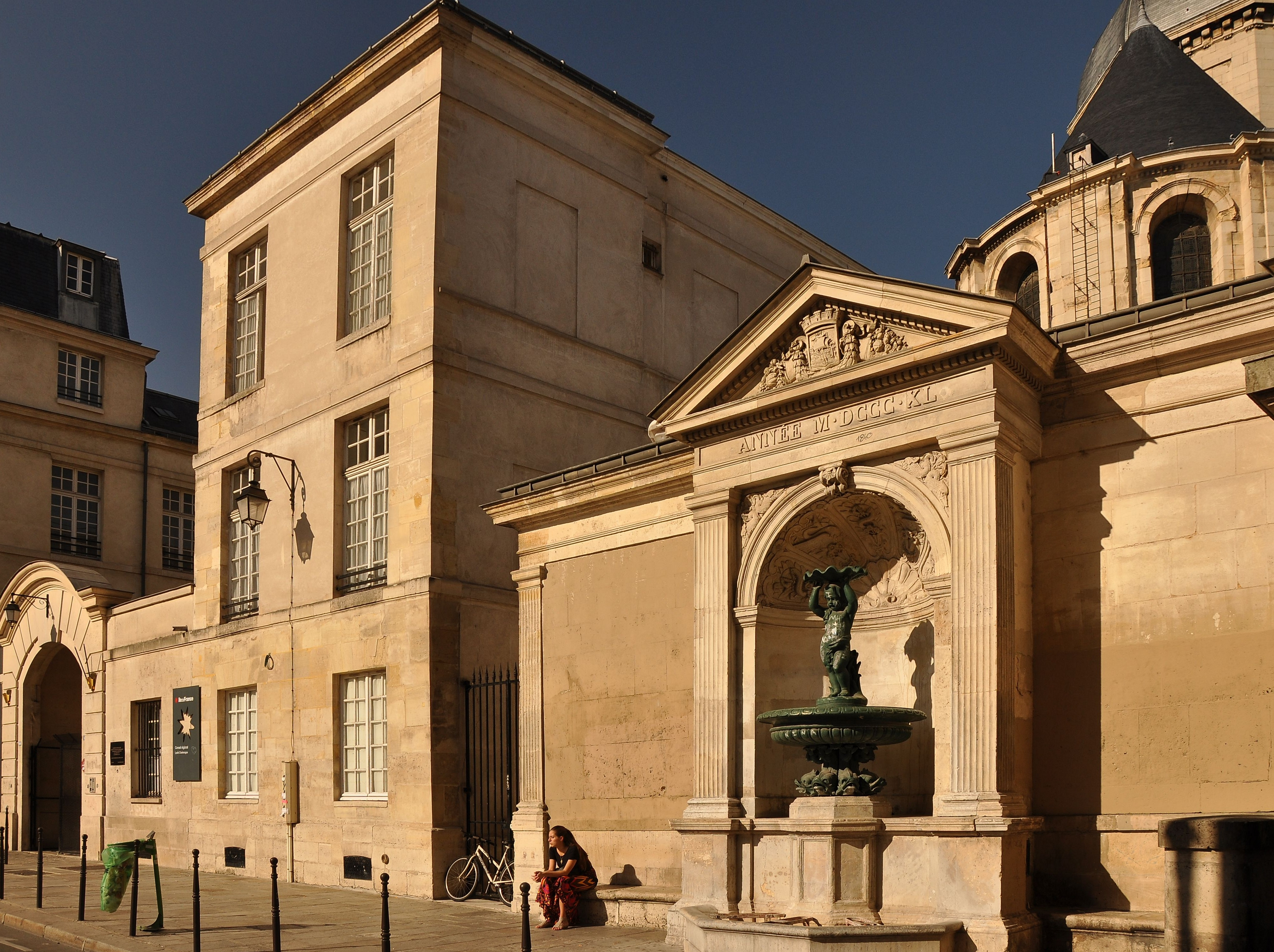
Lycée Charlemagne.
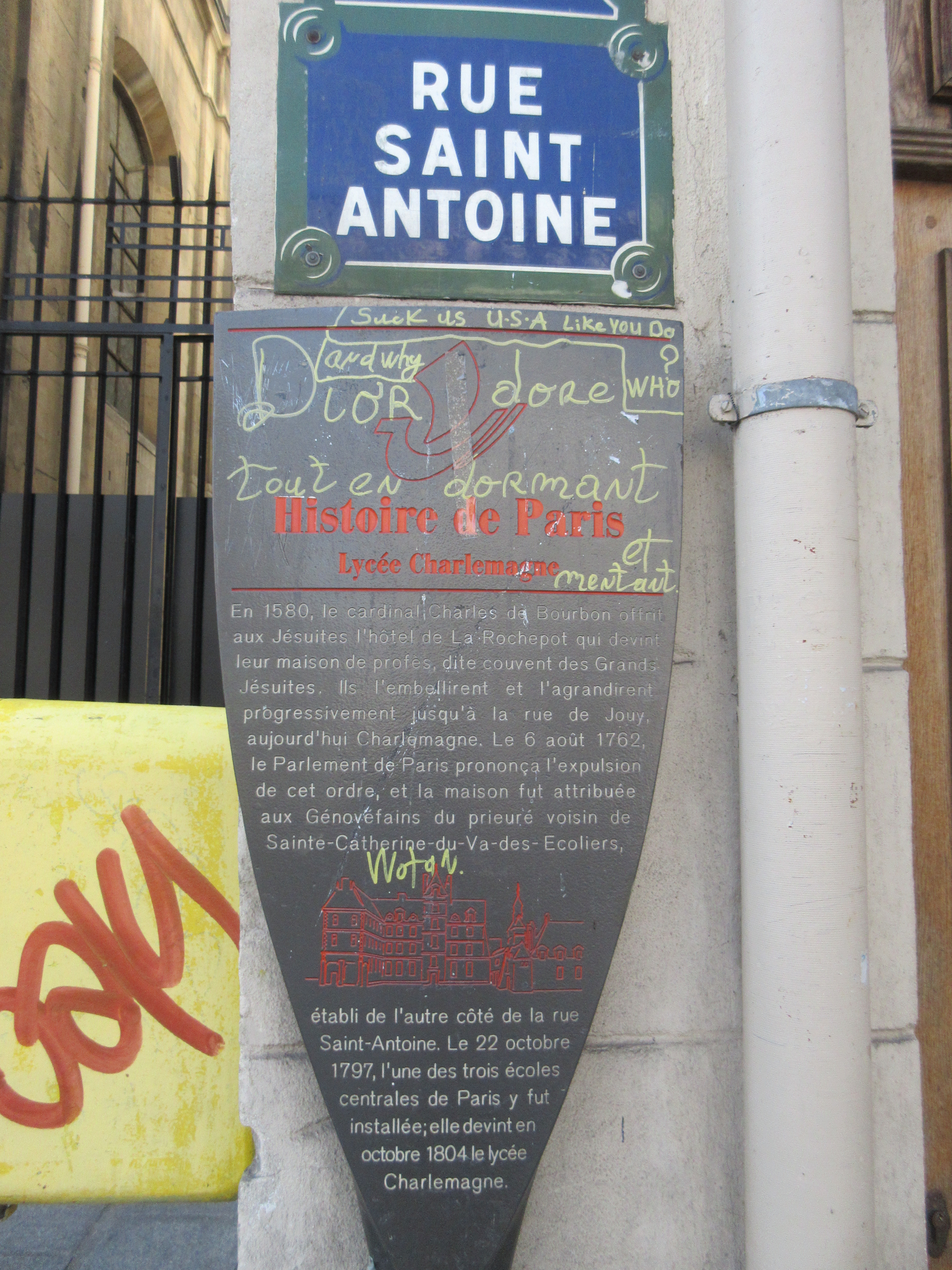
Infotafel Histoire de Paris „Lycée Charlemagne“

- Nummer 16: An dieser Stelle stand das 1908 abgerissene Hôtel du prévôt. Heute hat der Verlag Allia dort seinen Sitz. 1957 teilte sich Georges Perec im zweiten Stock dieses Wohnblocks ein Appartement mit einigen Freunden (Raoul Levy, Isidore Bernhart, Marc Semtov). Mehrere Abschnitte seinem Romans La Vie mode d'emploi sind von diesem Lebensabschnitt inspiriert.
- Nummer 18: Unter dieser Adresse findet sich das zur Zeit Ludwigs XIV. gebaute Hôtel du Président de Châteaugiron; an der Ecke des Hauses befinden sich alte Inschriften.

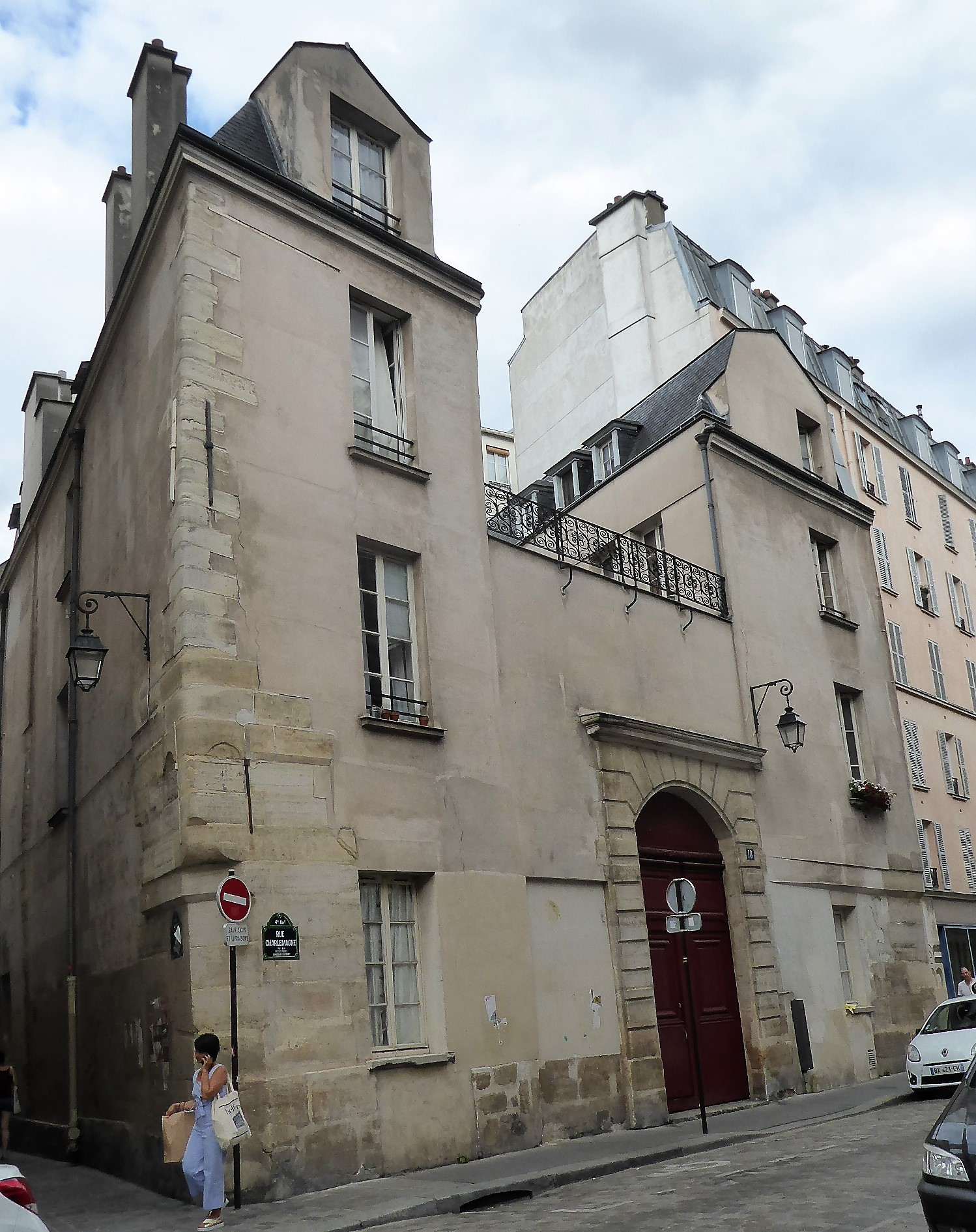
Rue Charlemagne Nr. 18: Hôtel du Président de Châteaugiron.
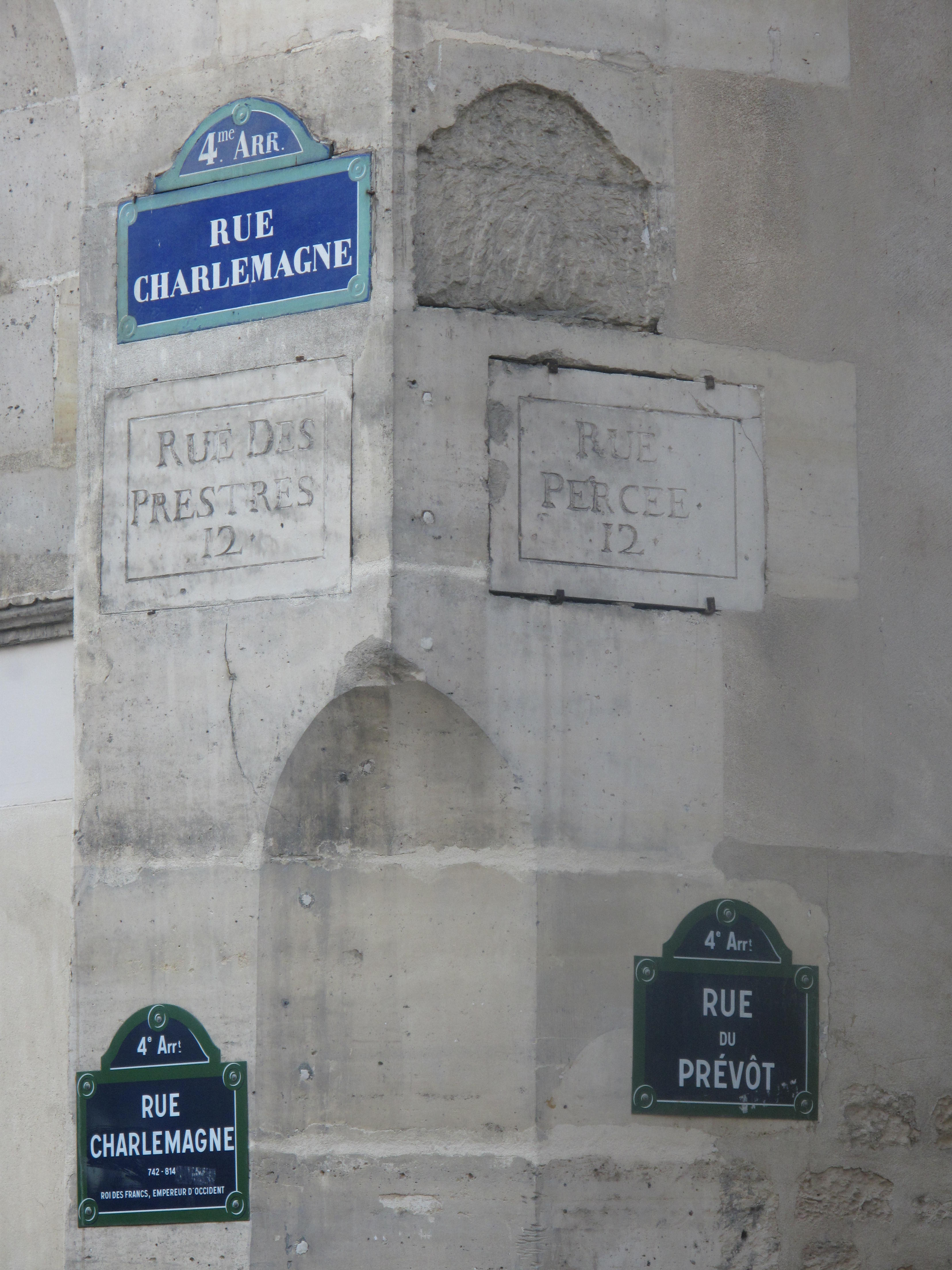
Heutiges Straßenschild (doppelt), dazwischen der frühere Name der Straße „Rue des Prestres“

- Nummern 19, 21 und 23: 1956 für die Société d’HLM de Paris et sa région von dem Architekten Robert Danis im Rahmen der Viertel-Sanierung gebauter Wohnblock.
- Nummer 20: Es handelt sich um das 1746 von dem Architekten Dubuisson gebaute Hôtel Lecamus, das heute zu den MIJE (Maisons internationales de la jeunesse et des étudiants) gehört.

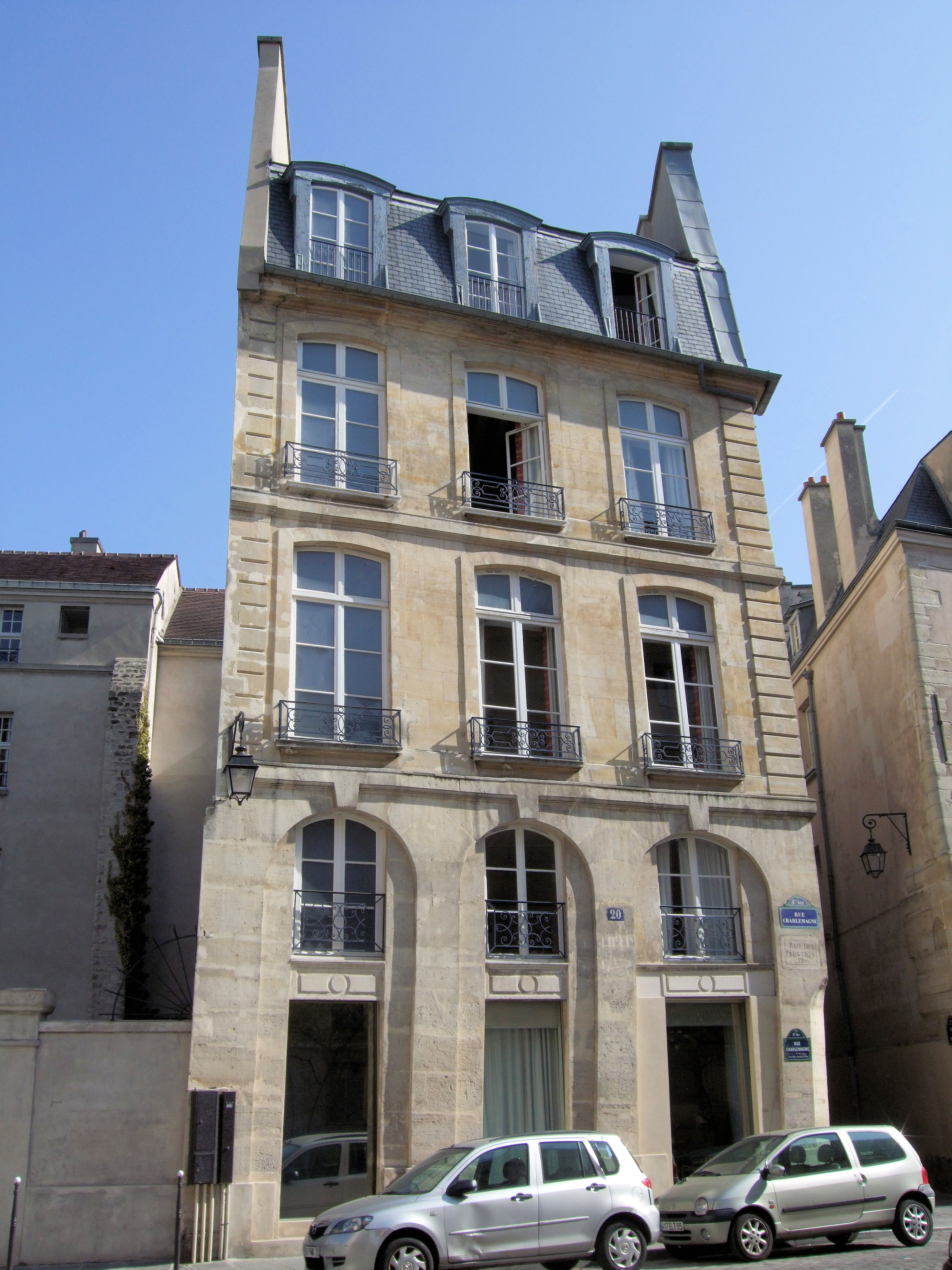
Rue Charlemagne Nr. 20: Hôtel Le Camus.

- Nummer 25: Hier befand sich 1417 das „Château-Frileux“ genannte Haus des Bürgers Lorens de Rolempont, das 1755 durch den Architekten Pierre-Henri de Saint-Martin und den Unternehmer Barthélémy Bourdet rekonstruiert wurde. Es sollte als Erweiterungsbau für das Hôpital des Quinze-Vingts dienen[4]. Seine Fassade wurde 1951 im Rahmen der Viertel-Sanierung von dem Architekten Birr restauriert[5].

In den 2000er Jahren war hier eine Fantasie-Gedenktafel angebracht, die nach ihrer Aufschrift am 19. Dezember 1953 angebracht worden sein soll[6][7].

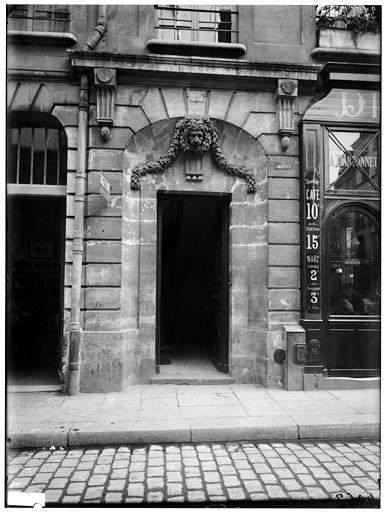
Haustür des Château-Frileux.